# Tré Cool
Tré Cool (rojen kot Frank Edwin Wright III), ameriški bobnar, * 9. december 1972, Frankfurt, Zahodna Nemčija.
Tré Cool je najbolj znan kot bobnar za Green Day. Zamenjal je nekdanjega bobnarja Johna Kiffmeyerja. Leta do 1990 Cool je igral tudi v ostalih bendih. Kasneje je pristopil k Green Day, kjer igra še danes.
1. ↑  Internet Broadway Database — 2000.